# Kind aller Länder
Kind aller Länder ist ein Exilroman von Irmgard Keun, der 1938 bei Querido in Amsterdam erschien.
Die kleine Ich-Erzählerin Kully, das vorpubertäre Emigrantenkind aus dem Rheinland, definiert und inspiziert die Vorkriegswelt der Jahre 1936 bis 1938 auf den Schauplätzen Lemberg, Salzburg, Prag, Ostende, Brüssel, Amsterdam, Paris, San Remo, Nizza und New York. Kullys Erzählton ist durchgängig voll von umwerfender Komik, ungekünstelt und darum so nahe gehend.

## Handlung
Kully und ihre Eltern – das sind Peter und die 30 Jahre alte Anni – mussten aus Frankfurt am Main vor Hitler flüchten. Kullys Großmutter mütterlicherseits wohnt in Köln. Also kann die Erzählerin „hauptsächlich Kölsch“. Kullys Vater, ein Schriftsteller, der auch für Zeitungen schreibt, erhält seine Einkünfte fast nur noch aus Amsterdam. Die Bücher verkaufen sich schlecht. Auf der ständigen Jagd nach Bargeld treibt es den Vater bis nach Osteuropa. Er lässt bei seinen abenteuerlichen, meist erfolglosen Beschaffungstouren Frau und Tochter in Belgien bzw. Holland aus Sicherheitsgründen zurück. Der Roman handelt 1938. Obwohl – wie gesagt – Kully manchmal nicht mit dem Vater reisen darf, weiß sie anschaulich darüber zu berichten, wie es zum Beispiel in Lemberg während des früheren gemeinsamen Aufenthalts zuging. Während Kully nun mit der Mutter in Brüssel frierend auf den Vater wartet – die drei Wintermäntel hängen im Salzburger Pfandhaus – überblickt das schreibende Kind die Weltpolitik: Die Deutschen haben Wien besetzt.
Kully verliert kein schlechtes Wort über ihren leichtsinnigen Vater, den Spieler, Gewohnheitstrinker und unmäßigen Verschwender. Aus dem Erzählten wird aber trotzdem eine väterliche Eskapade nach der anderen bekannt. Zum Beispiel gibt der Vater der Mutter detaillierte Regieanweisungen, nach denen diese im Verein mit Kully dem Amsterdamer Verleger weiteren Vorschuss für den unvollendeten Roman abbetteln soll. Der gutherzige Verleger geht teilweise darauf ein, will aber nicht auch noch die Bigamie des Vaters finanzieren. Der tröstet nämlich in Lemberg die verheiratete Manja, die so etwas wie eine Verwandte ist. Kully möchte den Roman am liebsten selber fertig schreiben.
Das Leben im Hotel ist anstrengend. Die Rechnung kann nicht beglichen werden. Am wohlsten fühlt sich Kully in der Eisenbahn auf der Fahrt ins nächste Hotel. Trotz derartiger Widrigkeiten geht es in dem aktuellen Hotel meist irgendwie weiter. So leiht der „alte Liftmann“ Kully Geld für ein Telegramm an den Vater. Darin muss die Erkrankung der Mutter mitgeteilt werden. Kully ist aus ganz genau dem gleichen Holz geschnitzt wie der leichtfertige Vater. Auf dem Heimweg von der Post kauft sie einem bettelnden Jungen vom letzten Geld zwei Meerschweinchen ab. Eines davon ist trächtig. Nach der Geburt unterm Hotelzimmerschrank wird die gesamte Nagerfamilie zu Kullys Leidwesen von der rigorosen Hotelleitung aus dem Zimmer entfernt. Der Vater trifft auf das Telegramm hin in Benelux ein und hat mehrere polnische und tschechische Emigranten im Schlepptau. Ständig gibt es Schwierigkeiten mit dem Visum. Der Vater hält sich nun illegal in Holland auf. Die Mutter ist schwanger. Der Vater weiß trotz wochenlanger Abwesenheit von ihren Affären mit einem französischen Sargfabrikanten und einem holländischen Romantiker. Die deutsche Bedrohung ist allgegenwärtig. Nachts singt in Amsterdam jemand auf der Straße das Horst-Wessel-Lied. Die Großmutter reist aus Köln an und nimmt die Mutter und Kully in ihrem Urlaubsdomizil Bordighera, nahe bei San Remo, auf. Die Großmutter hat „Kraft in den Augen“, wenn sie auf Kullys Vater schimpft, jedoch die alte Dame hat Angst vor Hitler. Dort in Italien kann die Mutter genauso schlecht mit Geld umgehen wie der Rest der Familie. Sie lässt sich ihre Barschaft von einem Zahnarzt aus Köln abluchsen. In Italien findet Kully mehr Deutsche als Italiener vor. So kann sie kein Italienisch lernen, sondern Berlinisch.
Der einzige Lichtblick ist das US-Visum, das der Vater für die kleine Familie ergattert hat. Die Reise in die Vereinigten Staaten wird allerdings von einem Zwischenfall überschattet. Auf der Bahnfahrt von Nizza zum Schiff nach Rotterdam lässt der besorgte Vater die erkrankte schwangere Mutter in Amsterdam in der Obhut des Verlegers, und sie verpasst prompt das Schiff. Vater und Tochter müssen allein in See stechen. Das Geschäft mit Metro Goldwyn verlockt gar zu sehr. Die Mutter reist auch nicht nach, weil sie vom Verkauf der Schiffskarte ihren Lebensunterhalt bestreitet. Aus dem großen Geschäft wird nichts in den USA. Vater kann nicht anders – er verschenkt die letzten Dollars an arme Emigranten. Kully muss allein nach Europa reisen, um die Mutter zu holen. Denn der Vater hat in New York ein paar Geschichten an Zeitungen verkauft. Allerdings kann er sich drüben in Amerika keine Existenz aufbauen. So sieht sich die kleine Familie am Ende des Romans wieder in Amsterdam vereint. Der Vater möchte dabei sein, wenn Europa untergeht.

## Definitionen
Augenfällig ist die verblüffende Stärke der Erzählerin bei jedweder unfehlbarer Standortbestimmung als Basis tiefer gehender „Einschätzungen“.
- In Amsterdam blühen laut Kully herrliche Blumen „auf königlichen Befehl“.[3]
- Kullys Definition der lichtdurchfluteten mediterranen Welt: „Der Himmel“ ist „dreimal so groß und so hoch wie woanders …“.[4]
- Kullys Vater, auf der ständigen Suche nach Geld, bekommt meistens keines. Ganz klar, definiert Kully die Reichen als potentielle Geldgeber: Reiche geben nie Geld; „das macht sie ja so reich“.[5]
- „Berlinisch ist ein anderes Deutsch als Kölnisch“.[6]
- England besteht nach Kully zu einem doch ganz ansehnlichen Teil aus Golfplätzen.[7]
- „Amerikanische National-Limonade“ schmeckt „wie braunes, flüssiges Mottenpulver“.[8]
- „Washington“ ist „keine Stadt, sondern eine Torte aus Zucker und weißem Schaum“.[9]

## Rezeption
Vordergründig untersucht Blume zwar Kullys Sicht auf die Mutter, doch es lassen sich außerdem treffende Einschätzungen des Romans auffinden.
- Die im Roman vorherrschenden Stimmungen sind Trauer und Melancholie.[11]
- Kullys Vater erinnert an Joseph Roth,[12] den Lebensgefährten Irmgard Keuns jener Jahre.
- Kully ist „ein zehnjähriges Mädchen, welches das Zerbrechen von Tradition sowie die Heimatlosigkeit als eine sehr körperliche Erfahrung erlebt“.[13]

## Ungereimtes
Bei Kully findet die Annexion Österreichs durch Deutschland zweimal statt – einmal, als sie in Brüssel auf den Vater wartet und dann noch einmal, als Nizza Karneval feiert und das Konfetti hernach „ewig“ aus der Erzählerin „quillt“.